# امپراتور نینکین
امپراتور نینکین (به ژاپنی: 仁賢天皇 Ninken-tennō)}؛ ۴۷۸میلادی _۴۹۸ میلادی ) یک امپراتور اهل ژاپن بود.